# Soputan
Le Soputan, connu aussi sous son nom complet Soputanpatepangan, en néerlandais Sopoetan, est l'un des volcans les plus actifs de l'île de Célèbes, en Indonésie.

## Géographie
Le Soputan est situé en Indonésie, dans le nord-est de l'île de Célèbes. Localisé dans la péninsule de Minahasa à 42 km au sud-sud-ouest de la capitale provinciale Manado, le volcan appartient à la province de Sulawesi du Nord. Il se trouve sur le rebord sud-ouest de la caldeira de Tondano, au sud-ouest d'un autre volcan, le Sempu.
Culminant à 1 784 mètres d'altitude, ce volcan gris dépourvu de végétation est flanqué au nord-est de l'Aeseput, une bouche éruptive latérale culminant à 1 655 mètres d'altitude,.

## Histoire

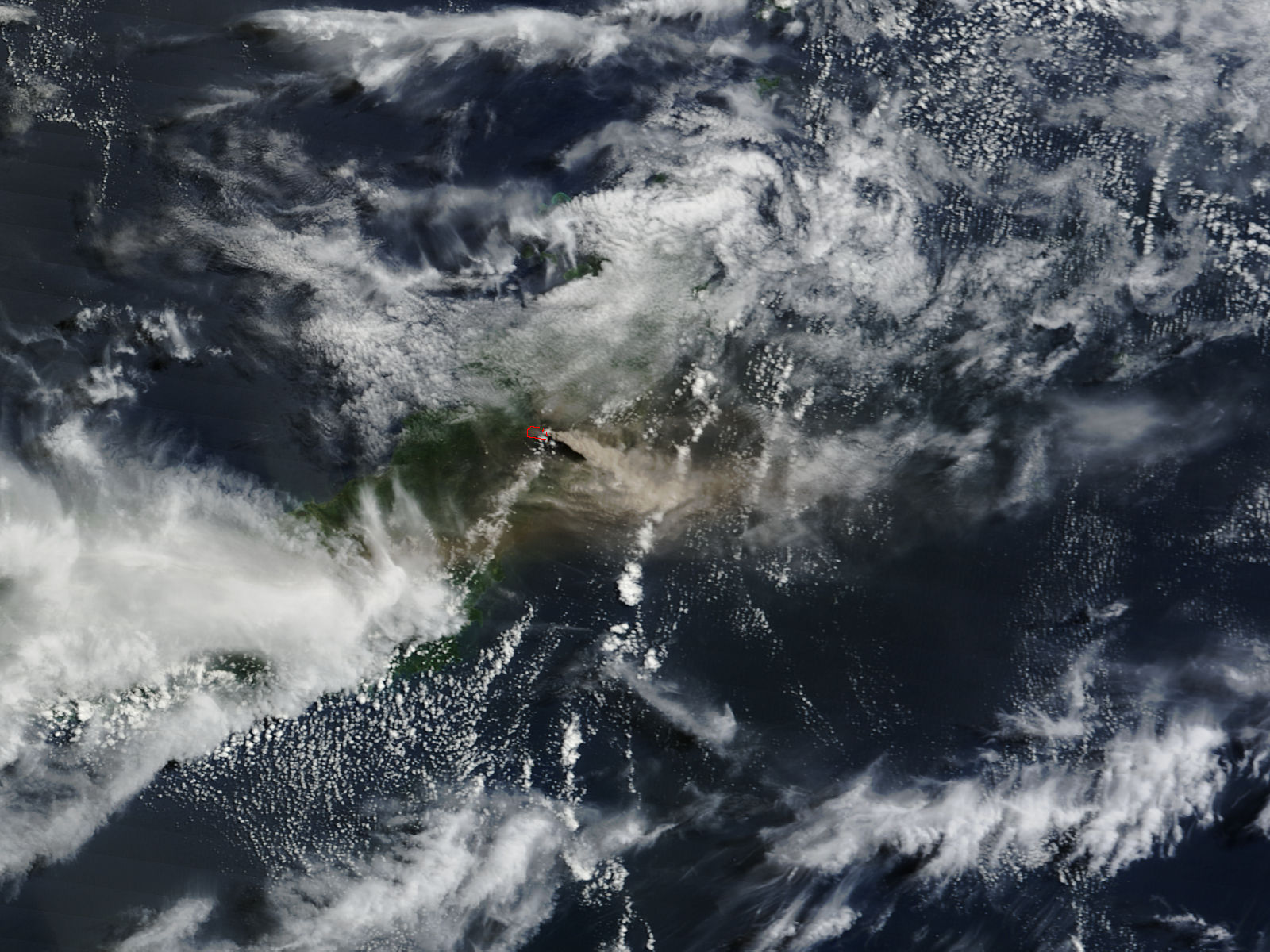
Image satellite d'un panache volcanique émis par le Soputan le 3 juillet 2011.

Avec 34 éruptions entre 1450 et 2007, dont 28 depuis 1901, le Soputan est l'un des volcans les plus actifs de Célèbes,. Ces éruptions sont généralement du même type : des explosions, parfois phréatiques, d'indice d'explosivité volcanique de 1 à 3 se produisent depuis le cratère sommital.
Seules les onze éruptions qui se sont déroulées de 1906 à 1953 se sont produites depuis l'Aeseput, une bouche éruptive située sur le flanc nord-est du volcan. Ces éruptions latérales d'indice d'explosivité volcanique de 2 ont produit des coulées de lave à six reprises, accompagnées de la croissance d'un dôme de lave pour l'éruption de 1915.
Les seize éruptions qui ont suivi celle de 1953, jusqu'à celle de 2007, ont généralement vu la formation d'un dôme de lave qui s'effondrait en formant des nuées ardentes, parfois accompagné de coulées de lave et de lahars, provoquant alors des dégâts sur les constructions humaines comme en 1966, 1982, 1984, 1985, 1989, 2000 et 2004.
Jusqu'à l'éruption de 2007, le Soputan n'avait fait aucune victime, même pendant l'éruption de 1845 qui a provoqué des tsunamis, notamment grâce à l'évacuation des populations menacées comme ce fut le cas en 1982, 1984 et 1989.
Le 3 juillet 2011, il entre à nouveau en éruption, rejetant un panache de cendre à plus de 5 000 mètres d'altitude.
Le 3 octobre 2018, le volcan entre à nouveau en éruption, engendrant une colonne de fumée de plus de 6 000 mètres de hauteur. Le centre de volcanologie et d'atténuation des risques géologiques (Center for Volcanology and Geological Hazard Mitigation ou CVGHM) recommande aux habitants de l’île de ne pas entrer dans la zone qui entoure le mont Soputan, dans un rayon de 4 à 6,5 kilomètres. L'éruption a lieu quelques jours après le séisme et le tsunami qui ont ravagé le nord de Célèbes, toutefois selon un expert en vulcanologie il n'est pas possible d'établir un lien direct entre les deux événements.